# Hemibarbus barbus
 Hemibarbus barbus és una espècie de peix cipriniforme de la família dels ciprínids.

## Morfologia
Els mascles poden assolir els 30 cm de longitud total.

## Distribució geogràfica
Es troba a Àsia.

## gallery

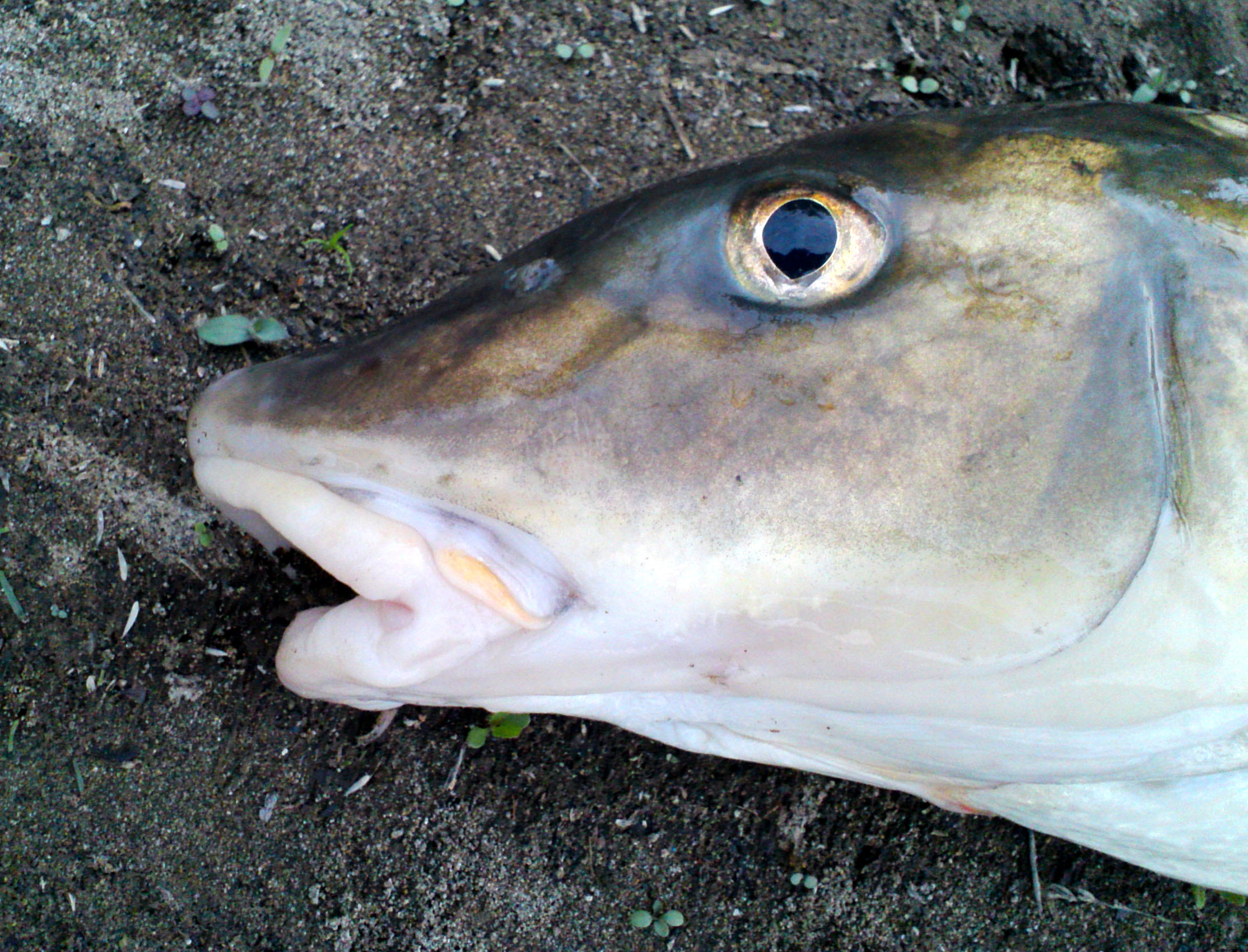
HEAD